# Kapelle Kuranstalt Dürrnberg

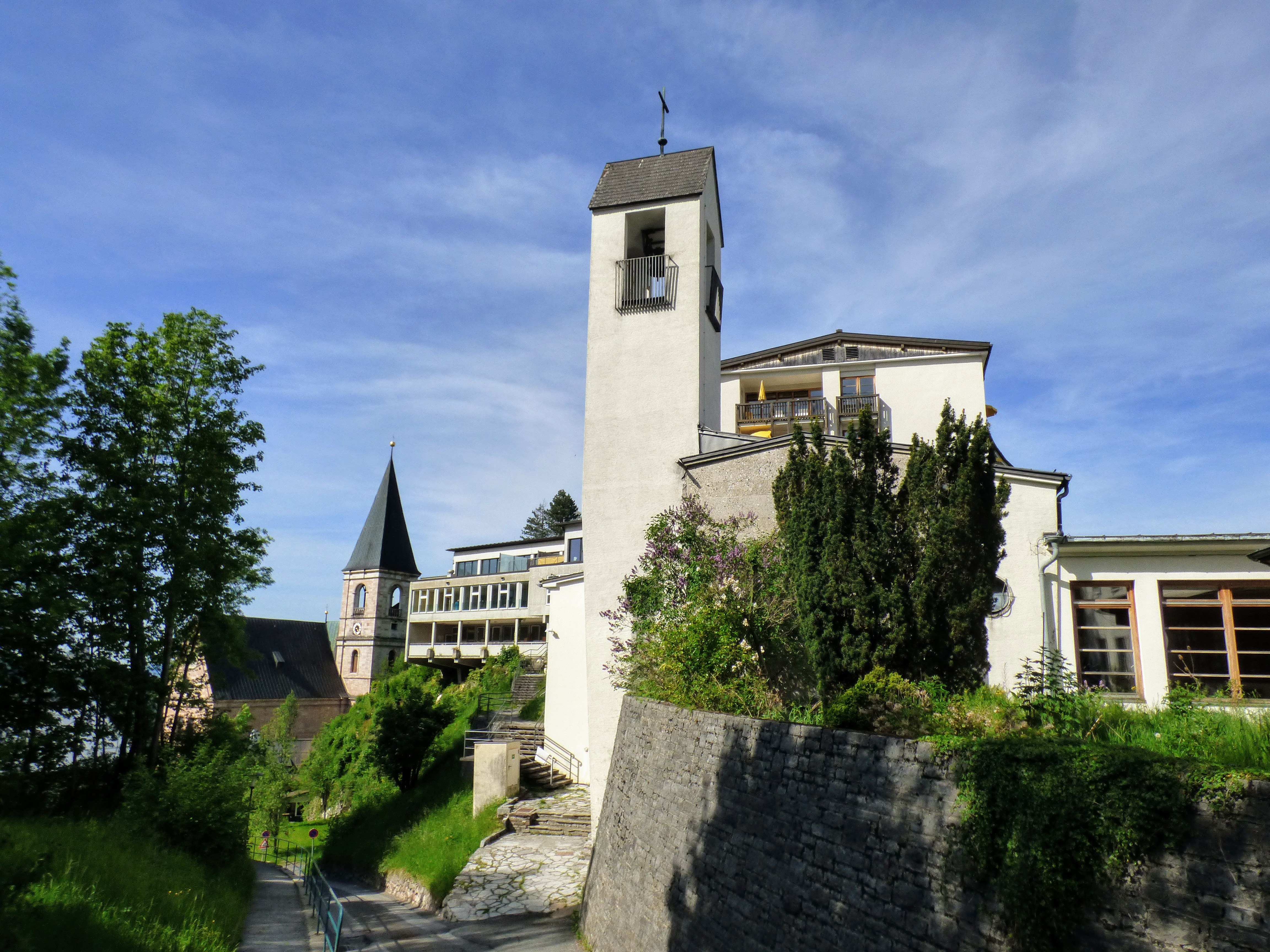
Kuranstalt mit St.-Josef-Kapelle in Dürrnberg

Die Kapelle St. Josef steht auf Hellstraße 1 in der Ortschaft Bad Dürrnberg in der Stadtgemeinde Hallein im Bezirk Hallein im Land Salzburg. Die Kapelle steht unter Denkmalschutz (Listeneintrag).

## Geschichte
Die franziskanischen Schwestern von der Schmerzhaften Mutter erwarben 1913 das Mosergut und betrieben zunächst ein Exerzitien- und Erholungsheim. 1914 wurde eine Kinderbewahranstalt eröffnet die bis 1930 bestand. 1927 wurde das Haus unter das Patronat des heiligen Josef gestellt und hieß St. Josef – Exerzitien- und Erholungsheim. Während des Zweiten Weltkriegs verboten die Nationalsozialisten fast jede Tätigkeit im Haus. Gegen Ende des Kriegs wohnten durch den Luftkrieg Ausgebombte im Heim und es wurde ein Lazarett eingerichtet. Nach dem Krieg kamen wieder Erholungsgäste. Ab 1954 wurde mit einer Kuranstalt als Zentrum für Balneologie, Kneipp- und Physiotherapie mit 60 Betten begonnen und 1970 mit einem Solebad ergänzt. 1981 ging das Kurhaus in den Besitz der Erzdiözese Salzburg über. 2006 ging der Kurbetrieb an die Dr. Dr. Wagner Gesundheit & Pflege. Wegen Überalterung und Nachwuchssorgen lösten die Schwestern 2009 das Kloster auf. Seit 2017 führt die SeneCura Gruppe den Kurbetrieb.

## Kapelle
Die im Jahr 1959 erbaute Kapelle mit Verbindungsgang zur Kuranstalt wurde nach den Plänen des Architekten Clemens Holzmeister erbaut. Nördlich der Chores steht der Glockenturm, er trägt ein Satteldach. Das Kapelleninnere zeigt ein Langhaus mit einer Empore und einen eingezogenen Chor mit einem geraden Schluss. Die Glasfenster mit Szenen aus dem Leben Christi und die Wandmalerei in der Vorhalle schuf der Maler Karl Weiser 1960. Der Hochaltar trägt  ein Kruzifix und sechs Engel von Jakob Adlhart 1961. Die Seitenaltäre tragen die Figuren der Heiligen Maria und Josef aus 1960. Den Ambo und die Adventsleuchte schuf der Bildhauer Bernhard Prähauser 1970. In der Seitenkapelle gibt es das Bild Mater Dolorosa mit einem Rahmen um 1810.